# Manufrance

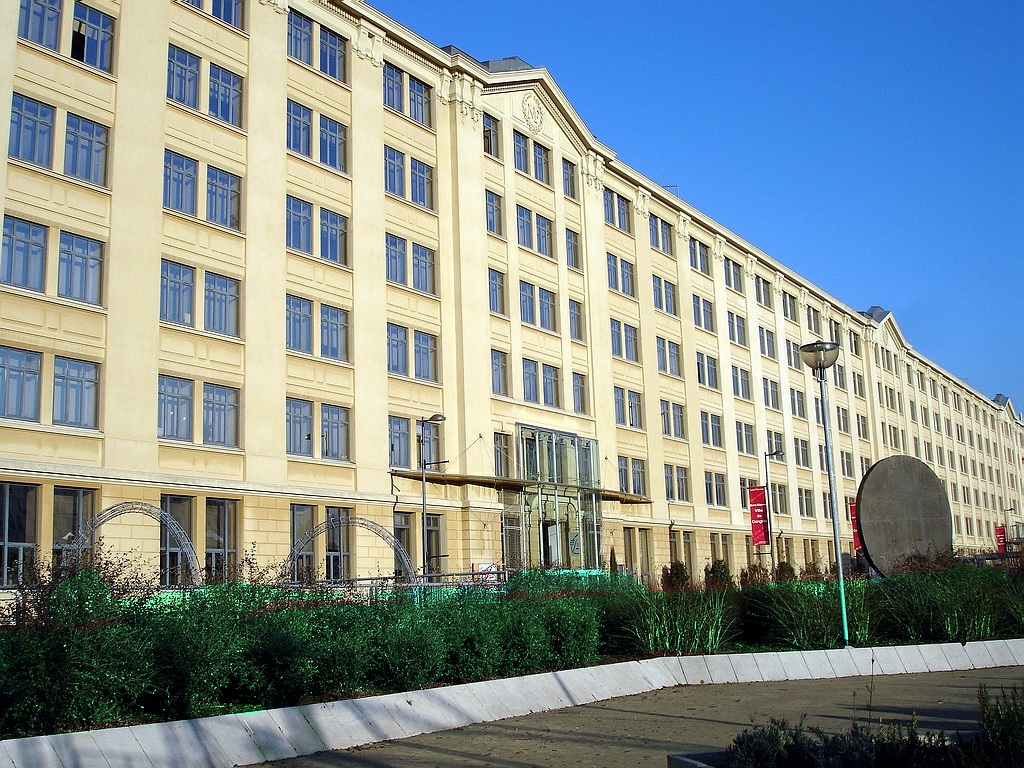
Voormalig kantoor van Manufrance

Manufrance is een Frans postorderbedrijf.

## Geschiedenis
Het bedrijf is begonnen als fabrikant van jachtgeweren. In 1885 kochten Étienne Mimard (1862-1944) en Pierre Blachon het bedrijf Manufacture française d’armes de chasse et de tir in Saint-Étienne. In 1887 veranderde de naam van het bedrijf in Manufacture française d'armes et cycles, omdat het bedrijf ook begonnen was met de verkoop van fietsen. Later kwamen daar ook naaimachines en visgerei bij. Mimard kwam op het idee een catalogus met alle producten van het bedrijf gratis te verspreiden over de jachtvergunningshouders in Frankrijk. Met deze catalogus, Tarif Album, werd de Manufacture française d'armes et cycles het eerste Franse postorderbedrijf. Het bedrijf nam in 1947 de naam Manufrance aan. Het was gespecialiseerd in wapens en fietsen, maar verkocht ook een groot scala aan andere producten. Veelal werden ze elders geproduceerd maar wel onder de merknaam Manufrance verkocht. Manufrance werd in 1988 overgenomen door Tavitian Jacques en bestaat nog steeds.

## Motorfietsen
Omdat Manufrance via badge-engineering zijn merknaam verbond aan ingekochte producten staat het ook te boek als motorfietsmerk. In elk geval verkocht men in de jaren vijftig naast bromfietsen ook lichte motorfietsen en scooters met 124- en 174 cc motoren. Zo werd bijvoorbeeld de Paloma Sport Miglia bromfiets (1958) ook onder de merknaam "Manufrance" verkocht, net als de weinig populaire plaatbrommers van het kleine merk Follies.